# Scandix inferta
Scandix inferta är en flockblommig växtart som beskrevs av Nikolaus Joseph von Jacquin och Ernst Gottlieb von Steudel. Scandix inferta ingår i släktet nålkörvlar, och familjen flockblommiga växter. Inga underarter finns listade i Catalogue of Life.